# Наша Крила
«Наша Крила» (сербохорв. FK Naša Krila Zemun) — югославский футбольный клуб из города Земун (ныне Сербия). Существовал с 1947 по 1950 годы.

## История
Клуб был основан как команда военно-воздушных сил Югославии после окончания Второй мировой войны. Сразу после образования команда была включена в чемпионат Югославии. Начав сезон 1947—1948 годов во второй лиги чемпионата Югославии, команда заняла третье место в итоговой турнирной таблице, и следующий сезон 1948—1949 годов команда начала уже в высшей лиге югославского чемпионата. Первый сезон среди сильнейших клубов страны команда завершила на пятом месте. В следующем сезоне 1950 года команда расположилась на итоговом шестом месте, однако в конце сезона была распущенна и прекратила свое существование. После расформирования ряд ведущих игроков пополнил состав клуба «Црвена Звезда», так же относившегося к военному ведомству.
Клуб стал участником первого розыгрыша Кубка Югославии, который состоялся в 1947 году, и начав со стадии 1/16 финала смог дойти до финала, который прошел в Белграде на стадионе «Партизана» в присутствии 50 000 зрителей и завершился со счетом 2:0 в пользу хозяев стадиона клуба «Партизан». В следующем году клуб достиг стадии 1/2 финала, где в упорной борьбе проиграл клубу «Црвена Звезда» со счетом 3:4. В 1949 году клуб снова вышел в финал кубка Югославии и вновь проиграл «Црвене Звезде» со счетом 2:3, на этот раз уже на домашнем стадионе.

## Достижения
- Кубок Югославии
  - 2-е место (2): 1947, 1949.

## Известные игроки
- Милан Адамович
- Йосип Бистрички
- Ленко Грчич[хорв.]
- Владимир Чонч[хорв.]
- Синиша Златкович[фр.]
- Богдан Ковачевич